# Bayawan
Bayawan, oficialmente conocida como la Ciudad de Bayawan, es una ciudad filipina de primera clase en la provincia de Negros Oriental, Filipinas. Anteriormente conocida como Tolon Nuevo, la ciudad fue renombrada Bayawan en 1952. Está situada en la parte sureste de la isla de Negros, y es conocida por su rica biodiversidad y su compromiso con la sostenibilidad ambiental. Según el censo de 2000, tiene una población de 101.391 habitantes (con un crecimiento anual de 2,59%) en 19.697 viviendas. 
Bayawan está localizado a unos 101 kilómetros de la capital provincial Dumaguete, cerca de la frontera con Negros Occidental. Es una ciudad costera con un área de 699 km², la más grande de la provincia. Mabinay se encuentra al norte, Tanjay y Bais al este, Santa Catalina al suroeste y Basay al oeste. También comparte frontera con Kabankalan en Negros Occidental
Bayawan tiene dos estaciones climáticas distintas: la estación seca, bien pronunciada en los meses de enero a mayo y la estación húmeda en los meses de junio a diciembre. Los tifones afectan a la localidad entre mayo y diciembre. 
El municipio de Bayawan fue ascendido a la categoría de ciudad en 2000.